# Ганс Ей
Ганс Ей (нім. Hans Ey; 19 червня 1916, Ганновер — ?) — німецький офіцер-підводник, капітан-лейтенант крігсмаріне.

## Біографія
5 квітня 1935 року вступив на флот. З 24 травня 1941 року — командир підводного човна U-433, на якому здійснив 2 походи (разом 41 день в морі). 11 вересня 1941 року пошкодив норвезький торговий пароплав Bestum водотоннажністю 2215 тонн. 16 листопада 1941 року о 21:55 U-433 був потоплений в Середземному морі східніше Гібралтару (36°13′ пн. ш. 04°42′ зх. д.) глибинними бомбами і артилерією британського корвета «Меріголд». 6 членів екіпажу загинули, 38 (включаючи Ея) були врятовані і взяті в полон.
Спочатку Ей утримувався в Гібралтарі, проте згодом втік з полону разом з капітан-лейтенантом Гердом Шрайбером, командиром потопленого 28 листопада U-95. Вони планували дістатись до Іспанії, а звідти повернутись в Німеччину, проте були схоплені і доставлені в Лондон.

## Звання
- Кандидат в офіцери (5 квітня 1935)
- Морський кадет (25 вересня 1935)
- Фенріх-цур-зее (1 липня 1936)
- Оберфенріх-цур-зее (1 січня 1938)
- Лейтенант-цур-зее (1 квітня 1938)
- Оберлейтенант-цур-зее (1 жовтня 1939)
- Капітан-лейтенант (1 липня 1942)

## Нагороди
- Медаль «За вислугу років у Вермахті» 4-го класу (4 роки)
- Залізний хрест
  - 2-го класу (1940)
  - 1-го класу (1941)
- Нагрудний знак підводника (19 лютого 1941)